# Defne Joy Foster

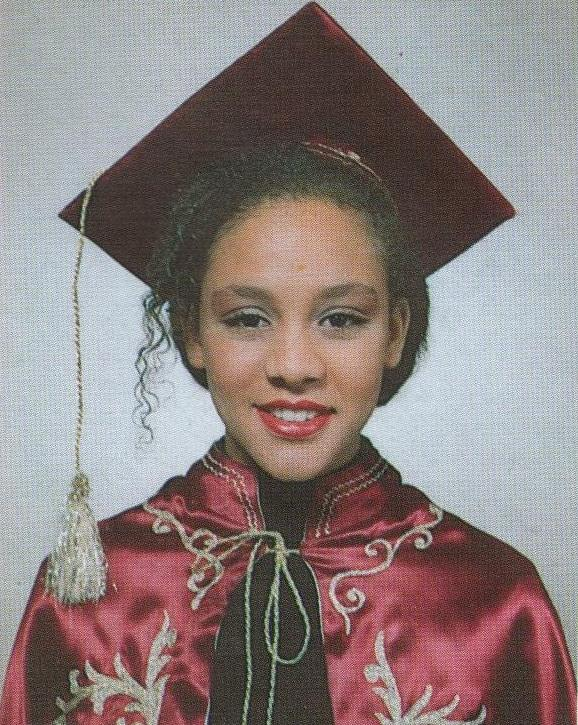
Defne Joy Foster (1992)

Defne Joy Foster (* 2. Mai 1979 in İncirlik, Türkei; † 2. Februar 2011 in Istanbul, Türkei) war eine türkisch-amerikanische Fernsehmoderatorin und Schauspielerin.

## Leben
Foster wurde am 2. Mai 1979 in İncirlik geboren. Ihre Mutter ist Türkin, ihr Vater US-Amerikaner. Sie besuchte die Mittelschule in Alsancak, Türkei. Ihre Fernsehkarriere begann sie als Video Jockey beim Musiksender Kral TV. Später moderierte sie Programme im Fernsehen und spielte in Serien.
Im Juni 2008 heiratete sie İlker Yasin Solmaz und gebar im Sommer des folgenden Jahres einen Sohn.
Am 2. Februar 2011 starb sie in Caddebostan/Istanbul an den Folgen eines Asthmaanfalls in der Wohnung von Kerem Altan, dem Sohn des Journalisten Ahmet Altan. Defne Joy Foster wurde am 3. Februar 2011 beigesetzt.

## Filmografie
- 2003: Sihirli annem
- 2006: Bi iş için lazım
- 2006: Selena
- 2007: Hayal ve gerçek
- 2010–2011: Yok Böyle Dans